# Jeunes de Saint-Augustin
Pour les articles homonymes, voir JSA.
Les Jeunes de Saint-Augustin est un club omnisports français fondé en 1938 à Bordeaux.

## Histoire
Ancien patronage, les Jeunes de Saint Augustin sont déclarés officiellement à la préfecture en 1938. Les JSA, sont portés par des prêtres motivés et de nombreux bénévoles impliqués dans la vie associative d’une manière quasi passionnée. 
En 1981, la ville de Bordeaux propose aux JSA de devenir un lieu d’animation. En 1983, la mairie de Bordeaux inaugure la première Maison de quartier. Si l’association est dirigée par des bénévoles, les administrateurs des JSA ont rapidement associé des professionnels à la structure de manière à dynamiser et réguler son projet.

## Sections
Les Jeunes de Saint Augustin comptent dix sections  dont:
- Les Jeunes de Saint-Augustin Bordeaux Basket qui évoluent en Championnat de France de basket-ball de Nationale masculine 1 et en Championnat de France de basket-ball de Nationale féminine 3.
- Les JSA Bordeaux Volley qui évoluent en Championnat de France de Nationale 3 de volley-ball masculin et en Championnat de France de Nationale 3 de volley-ball féminin.
- L'US JSA CPA de Bordeaux qui évolue en Ligue de Football Nouvelle-Aquitaine et District de la Gironde de Football.